# Mouse of Tomorrow
Mouse of Tomorrow est un dessin animé de la série de Super-Souris réalisé par Eddie Donnelly et sorti en 1942.